# Rundung (Phonetik)
|                                                           | vorne                                                           |                                                                 | zentral                                                         |                                                                 | hinten                                                          |
| geschlossen                                               | \| i•y ɨ•ʉ ɯ•u ɪ•ʏ ʊ e•ø ɘ•ɵ ɤ•o ə ɛ•œ ɜ•ɞ ʌ•ɔ æ ɐ a•ɶ a̱ ɑ•ɒ \| | \| i•y ɨ•ʉ ɯ•u ɪ•ʏ ʊ e•ø ɘ•ɵ ɤ•o ə ɛ•œ ɜ•ɞ ʌ•ɔ æ ɐ a•ɶ a̱ ɑ•ɒ \| | \| i•y ɨ•ʉ ɯ•u ɪ•ʏ ʊ e•ø ɘ•ɵ ɤ•o ə ɛ•œ ɜ•ɞ ʌ•ɔ æ ɐ a•ɶ a̱ ɑ•ɒ \| | \| i•y ɨ•ʉ ɯ•u ɪ•ʏ ʊ e•ø ɘ•ɵ ɤ•o ə ɛ•œ ɜ•ɞ ʌ•ɔ æ ɐ a•ɶ a̱ ɑ•ɒ \| | \| i•y ɨ•ʉ ɯ•u ɪ•ʏ ʊ e•ø ɘ•ɵ ɤ•o ə ɛ•œ ɜ•ɞ ʌ•ɔ æ ɐ a•ɶ a̱ ɑ•ɒ \| |
| fast geschlossen                                          | \| i•y ɨ•ʉ ɯ•u ɪ•ʏ ʊ e•ø ɘ•ɵ ɤ•o ə ɛ•œ ɜ•ɞ ʌ•ɔ æ ɐ a•ɶ a̱ ɑ•ɒ \| | \| i•y ɨ•ʉ ɯ•u ɪ•ʏ ʊ e•ø ɘ•ɵ ɤ•o ə ɛ•œ ɜ•ɞ ʌ•ɔ æ ɐ a•ɶ a̱ ɑ•ɒ \| | \| i•y ɨ•ʉ ɯ•u ɪ•ʏ ʊ e•ø ɘ•ɵ ɤ•o ə ɛ•œ ɜ•ɞ ʌ•ɔ æ ɐ a•ɶ a̱ ɑ•ɒ \| | \| i•y ɨ•ʉ ɯ•u ɪ•ʏ ʊ e•ø ɘ•ɵ ɤ•o ə ɛ•œ ɜ•ɞ ʌ•ɔ æ ɐ a•ɶ a̱ ɑ•ɒ \| | \| i•y ɨ•ʉ ɯ•u ɪ•ʏ ʊ e•ø ɘ•ɵ ɤ•o ə ɛ•œ ɜ•ɞ ʌ•ɔ æ ɐ a•ɶ a̱ ɑ•ɒ \| |
| halbgeschlossen                                           | \| i•y ɨ•ʉ ɯ•u ɪ•ʏ ʊ e•ø ɘ•ɵ ɤ•o ə ɛ•œ ɜ•ɞ ʌ•ɔ æ ɐ a•ɶ a̱ ɑ•ɒ \| | \| i•y ɨ•ʉ ɯ•u ɪ•ʏ ʊ e•ø ɘ•ɵ ɤ•o ə ɛ•œ ɜ•ɞ ʌ•ɔ æ ɐ a•ɶ a̱ ɑ•ɒ \| | \| i•y ɨ•ʉ ɯ•u ɪ•ʏ ʊ e•ø ɘ•ɵ ɤ•o ə ɛ•œ ɜ•ɞ ʌ•ɔ æ ɐ a•ɶ a̱ ɑ•ɒ \| | \| i•y ɨ•ʉ ɯ•u ɪ•ʏ ʊ e•ø ɘ•ɵ ɤ•o ə ɛ•œ ɜ•ɞ ʌ•ɔ æ ɐ a•ɶ a̱ ɑ•ɒ \| | \| i•y ɨ•ʉ ɯ•u ɪ•ʏ ʊ e•ø ɘ•ɵ ɤ•o ə ɛ•œ ɜ•ɞ ʌ•ɔ æ ɐ a•ɶ a̱ ɑ•ɒ \| |
| mittel                                                    | \| i•y ɨ•ʉ ɯ•u ɪ•ʏ ʊ e•ø ɘ•ɵ ɤ•o ə ɛ•œ ɜ•ɞ ʌ•ɔ æ ɐ a•ɶ a̱ ɑ•ɒ \| | \| i•y ɨ•ʉ ɯ•u ɪ•ʏ ʊ e•ø ɘ•ɵ ɤ•o ə ɛ•œ ɜ•ɞ ʌ•ɔ æ ɐ a•ɶ a̱ ɑ•ɒ \| | \| i•y ɨ•ʉ ɯ•u ɪ•ʏ ʊ e•ø ɘ•ɵ ɤ•o ə ɛ•œ ɜ•ɞ ʌ•ɔ æ ɐ a•ɶ a̱ ɑ•ɒ \| | \| i•y ɨ•ʉ ɯ•u ɪ•ʏ ʊ e•ø ɘ•ɵ ɤ•o ə ɛ•œ ɜ•ɞ ʌ•ɔ æ ɐ a•ɶ a̱ ɑ•ɒ \| | \| i•y ɨ•ʉ ɯ•u ɪ•ʏ ʊ e•ø ɘ•ɵ ɤ•o ə ɛ•œ ɜ•ɞ ʌ•ɔ æ ɐ a•ɶ a̱ ɑ•ɒ \| |
| halboffen                                                 | \| i•y ɨ•ʉ ɯ•u ɪ•ʏ ʊ e•ø ɘ•ɵ ɤ•o ə ɛ•œ ɜ•ɞ ʌ•ɔ æ ɐ a•ɶ a̱ ɑ•ɒ \| | \| i•y ɨ•ʉ ɯ•u ɪ•ʏ ʊ e•ø ɘ•ɵ ɤ•o ə ɛ•œ ɜ•ɞ ʌ•ɔ æ ɐ a•ɶ a̱ ɑ•ɒ \| | \| i•y ɨ•ʉ ɯ•u ɪ•ʏ ʊ e•ø ɘ•ɵ ɤ•o ə ɛ•œ ɜ•ɞ ʌ•ɔ æ ɐ a•ɶ a̱ ɑ•ɒ \| | \| i•y ɨ•ʉ ɯ•u ɪ•ʏ ʊ e•ø ɘ•ɵ ɤ•o ə ɛ•œ ɜ•ɞ ʌ•ɔ æ ɐ a•ɶ a̱ ɑ•ɒ \| | \| i•y ɨ•ʉ ɯ•u ɪ•ʏ ʊ e•ø ɘ•ɵ ɤ•o ə ɛ•œ ɜ•ɞ ʌ•ɔ æ ɐ a•ɶ a̱ ɑ•ɒ \| |
| fast offen                                                | \| i•y ɨ•ʉ ɯ•u ɪ•ʏ ʊ e•ø ɘ•ɵ ɤ•o ə ɛ•œ ɜ•ɞ ʌ•ɔ æ ɐ a•ɶ a̱ ɑ•ɒ \| | \| i•y ɨ•ʉ ɯ•u ɪ•ʏ ʊ e•ø ɘ•ɵ ɤ•o ə ɛ•œ ɜ•ɞ ʌ•ɔ æ ɐ a•ɶ a̱ ɑ•ɒ \| | \| i•y ɨ•ʉ ɯ•u ɪ•ʏ ʊ e•ø ɘ•ɵ ɤ•o ə ɛ•œ ɜ•ɞ ʌ•ɔ æ ɐ a•ɶ a̱ ɑ•ɒ \| | \| i•y ɨ•ʉ ɯ•u ɪ•ʏ ʊ e•ø ɘ•ɵ ɤ•o ə ɛ•œ ɜ•ɞ ʌ•ɔ æ ɐ a•ɶ a̱ ɑ•ɒ \| | \| i•y ɨ•ʉ ɯ•u ɪ•ʏ ʊ e•ø ɘ•ɵ ɤ•o ə ɛ•œ ɜ•ɞ ʌ•ɔ æ ɐ a•ɶ a̱ ɑ•ɒ \| |
| offen                                                     | \| i•y ɨ•ʉ ɯ•u ɪ•ʏ ʊ e•ø ɘ•ɵ ɤ•o ə ɛ•œ ɜ•ɞ ʌ•ɔ æ ɐ a•ɶ a̱ ɑ•ɒ \| | \| i•y ɨ•ʉ ɯ•u ɪ•ʏ ʊ e•ø ɘ•ɵ ɤ•o ə ɛ•œ ɜ•ɞ ʌ•ɔ æ ɐ a•ɶ a̱ ɑ•ɒ \| | \| i•y ɨ•ʉ ɯ•u ɪ•ʏ ʊ e•ø ɘ•ɵ ɤ•o ə ɛ•œ ɜ•ɞ ʌ•ɔ æ ɐ a•ɶ a̱ ɑ•ɒ \| | \| i•y ɨ•ʉ ɯ•u ɪ•ʏ ʊ e•ø ɘ•ɵ ɤ•o ə ɛ•œ ɜ•ɞ ʌ•ɔ æ ɐ a•ɶ a̱ ɑ•ɒ \| | \| i•y ɨ•ʉ ɯ•u ɪ•ʏ ʊ e•ø ɘ•ɵ ɤ•o ə ɛ•œ ɜ•ɞ ʌ•ɔ æ ɐ a•ɶ a̱ ɑ•ɒ \| |
| i•y ɨ•ʉ ɯ•u ɪ•ʏ ʊ e•ø ɘ•ɵ ɤ•o ə ɛ•œ ɜ•ɞ ʌ•ɔ æ ɐ a•ɶ a̱ ɑ•ɒ |                                                                 |                                                                 |                                                                 |                                                                 |                                                                 |

| i•y ɨ•ʉ ɯ•u ɪ•ʏ ʊ e•ø ɘ•ɵ ɤ•o ə ɛ•œ ɜ•ɞ ʌ•ɔ æ ɐ a•ɶ a̱ ɑ•ɒ |

In der Phonetik bezeichnet Rundung die Stärke der Rundung der Lippen während der Artikulation eines Vokals. Das ist eine vokalische Labialisierung. Das Gegenteil der Rundung ist die Spreizung. Wenn ein gerundeter Vokal ausgesprochen wird, formen die Lippen eine kreisförmige Öffnung, während ungerundete Vokale mit entspannten Lippen ausgesprochen werden.
In den meisten Sprachen tendieren vordere Vokale dazu, gespreizt zu sein, und hintere dazu, gerundet zu sein. Aber einige Sprachen wie Deutsch und Französisch unterscheiden gerundete und gespreizte Vorderzungenvokale derselben Vokalhöhe (z. B. [ɛ] und [œ] in kennen und können) und Vietnamesisch unterscheidet zwischen gerundeten und gespreizten Hinterzungenvokalen.
Gerundete Konsonanten werden labialisiert genannt.
In der Vokaltabelle des Internationalen Phonetischen Alphabets (IPA) sind die gerundeten Vokale auf der rechten Seite jedes Paares. Es gibt auch zwei Diakritika, um eine stärkere bzw. schwächere Rundung anzuzeigen, nämlich die IPA-Zeichen 412 (Unicode COMBINING RIGHT HALF RING BELOW U+0339) für stärkere Rundung und 413 (Unicode COMBINING LEFT HALF RING BELOW U+031C) für schwächere Rundung,
z. B. [ɔ̹] und [ɔ̜] beim Laut [ɔ]. Die Diakritika werden manchmal auch bei Konsonanten für den Grad der Labialisierung verwendet. Zum Beispiel in der athapaskischen Sprache Hupa wird bei stimmlosen velaren Frikativen zwischen drei Stufen der Labialisierung unterschieden, transkribiert entweder als [x x̹ xʷ] oder [x x̜ʷ xʷ]. Das erweiterte IPA hat zwei zusätzliche Symbole für den Grad der Rundung: [ə͍] und [ʒꟹ].